# Ozodiceromya anomala
Ozodiceromya anomala är en tvåvingeart som först beskrevs av Adams 1904.  Ozodiceromya anomala ingår i släktet Ozodiceromya och familjen stilettflugor. Inga underarter finns listade i Catalogue of Life.